# 1月5日
1月5日（いちがついつか）は、グレゴリオ暦で年始から5日目に当たり、年末まであと360日（閏年では361日）ある。

## できごと
- 1066年 - アングロサクソン人貴族ハロルド・ゴドウィンソンがハロルド2世としてイングランド王位に就く。
- 1477年 - ブルゴーニュ戦争: ナンシーの戦い[1]。ブルゴーニュ公シャルルが戦死し、ブルゴーニュ戦争が終結、ブルゴーニュ公国が消滅。
- 1649年 - ルイ十四世がパリから脱出。同日、三十年戦争の勇者コンデ親王に指令が出され、パリ市包囲開始。
- 1757年 - ロベール＝フランソワ・ダミアンがフランス王ルイ15世の暗殺未遂事件を起こす。
- 1895年 - ドレフュス事件: ドイツのスパイとして有罪判決が下ったフランス陸軍大尉アルフレッド・ドレフュスが、不名誉除隊の上でデビルズ島に終身禁錮となる。
- 1904年 - 大阪朝日新聞に「天声人語」が登場[2]。
- 1905年 - 日露戦争: 日本軍の乃木希典大将とロシア軍のステッセリ中将が水師営で会見。
- 1914年 - フォード・モーターが従業員の8時間労働と日給5ドルの最低賃金導入を発表。
- 1914年 - 定員の5倍を乗せていた駿河湾汽船「愛鷹丸」が 西南の激しい風に倒され転覆沈没した[3]。
- 1919年 - スパルタクス団蜂起[4]。
- 1919年 - ドイツ労働者党（国家社会主義ドイツ労働者党〈ナチス〉の前身）結成。
- 1924年 - 北海道歌志内市の上歌志内炭鉱でガス爆発事故。76人死亡、9人負傷[5]。
- 1924年 - 二重橋爆弾事件が発生。
- 1925年 - ネリー・ロスがワイオミング州知事に就任。初の女性州知事。
- 1927年 - 東京の日本大相撲協会が大阪大角力協会を合併。
- 1933年 - ゴールデン・ゲート・ブリッジの建設を開始。
- 1939年 - 平沼騏一郎内閣が発足。
- 1939年 - 福井県北西郷村（現、美浜町）村の沖合でブリ漁を行っていた伝馬船2隻が転覆。漁師55人が行方不明[6]。
- 1940年 - 北海道大学山岳部部員が日高山系ペテガリ岳で雪崩に遭遇。8人が死亡。
- 1948年 - 名鉄瀬戸線脱線転覆事故が発生。39人が死亡、200人が負傷[7]。
- 1950年 - 日本人の海外渡航手続きがGHQから日本政府に移管。
- 1955年 - スクリーンの横縦比2.88:1のシネラマが東京の帝国劇場で初公演。
- 1956年 - モナコ大公レーニエ3世と女優グレース・ケリーとの婚約が発表される。
- 1963年 - 三八豪雪：秋田沖で猛烈に発達した低気圧により各地で被害。この日以降、日本海側が大雪となり連日鉄道が運休。
- 1964年 - ローマ教皇パウロ6世とコンスタンディヌーポリ全地総主教アシナゴラス1世が会談。東西教会が分裂以来1000年ぶりに和解へ。
- 1968年 - チェコスロバキアで共産党第一書記にアレクサンデル・ドゥプチェクが就任。「プラハの春」が始まる[8]。
- 1969年 - 大型ばら積み貨物船「ぼりばあ丸」が千葉県野島崎沖で船体が二つに折れ、沈没。（ぼりばあ丸ショック）
- 1970年 - 公明党の竹入義勝委員長と矢野絢也書記長が、前年からの創価学会を含めた言論出版妨害事件をめぐって記者会見を行い、出版妨害の事実を全面否定。
- 1972年 - 米大統領リチャード・ニクソンがスペースシャトル計画を進行させることを正式に決定。
- 1974年 - 「日中貿易協定」調印。
- 1974年 - 職を失った東京山谷の労務者が台東区役所に押しかけて団交を行い、生活保護手当を獲得。
- 1976年 - 民主カンボジアが国名を「民主カンプチア」に変更。
- 1980年 - ヒューレット・パッカード社が同社初のパーソナルコンピュータを発表。
- 1982年 - 韓国で独立以来34年ぶりに夜間外出禁止令が解除。
- 1984年 - 中曽根康弘首相が靖国神社に参拝。現職首相の年頭参拝は戦後初。
- 1988年 - 六本木のディスコ「トゥーリア」で照明器具が落下し、3人が死亡、14人負傷。（六本木ディスコ照明落下事故）
- 1996年 - 村山富市首相が臨時閣議で退陣を表明。
- 2001年 - Linux 2.4.0 リリース。
- 2005年 - 準惑星エリスが発見される。
- 2007年 - 台湾高速鉄道（板橋駅 - 左営駅）が試験営業開始。
- 2007年 - 和歌山電鐵貴志駅の駅長に三毛猫の「たま」が就任[9]。
- 2008年 - グルジア大統領選挙で、現職のミヘイル・サアカシュヴィリが再選される。

## 誕生日

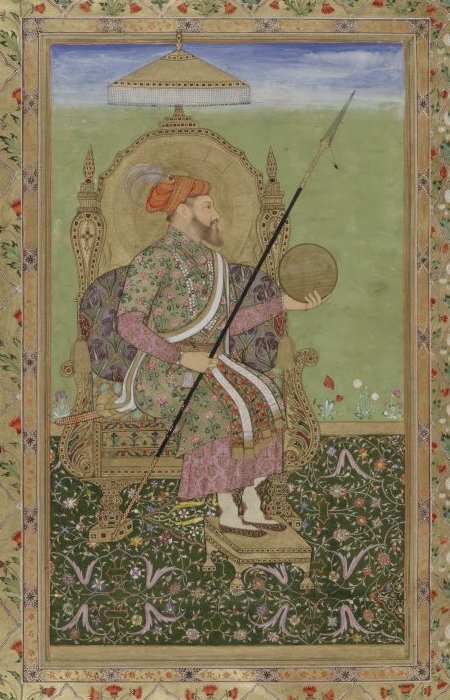
ムガル帝国第5代皇帝、タージ・マハルの建造者、シャー・ジャハーン(1592-1666)

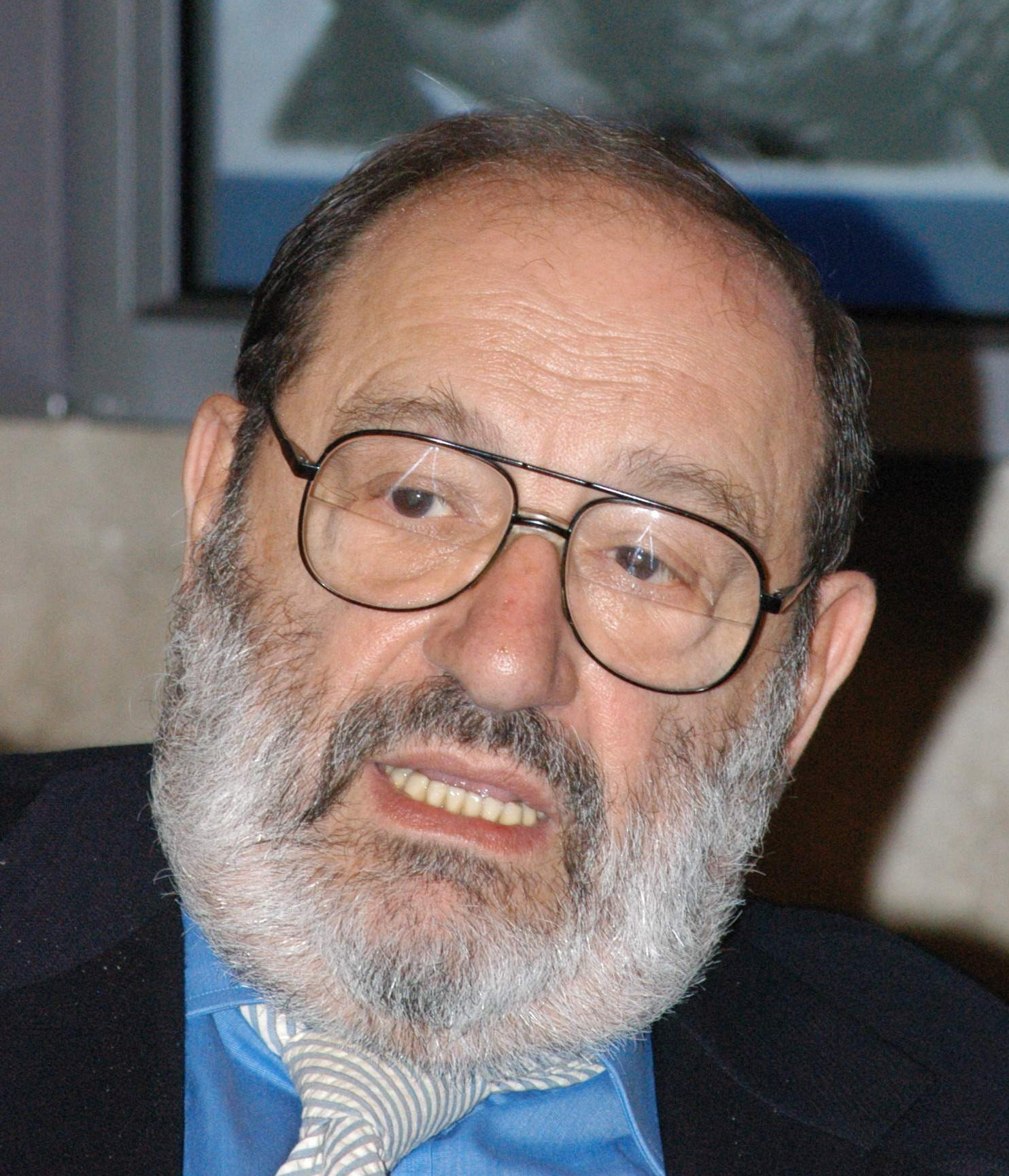
イタリアの記号論哲学者、小説家、ウンベルト・エーコ(1932-2016)

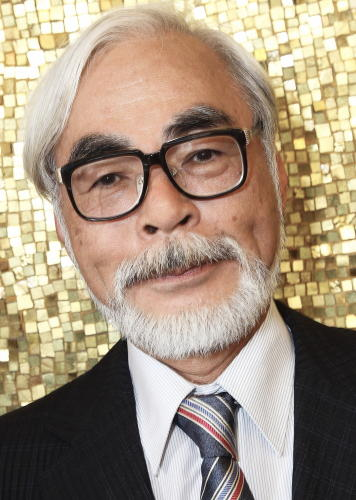
日本のアニメ映画監督、宮崎駿(1941-)

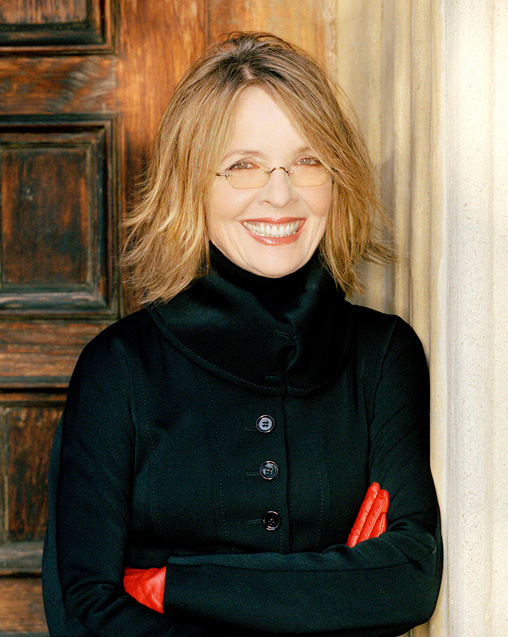
アメリカのアカデミー賞受賞女優、ダイアン・キートン(1946-)

- 1209年 - リチャード、コーンウォール伯（+ 1272年）
- 1592年 - シャー・ジャハーン、ムガル帝国皇帝（+ 1666年）
- 1762年 - コンスタンツェ・モーツァルト、作曲家ヴォルフガング・アマデウス・モーツァルトの妻（+ 1842年）
- 1767年 - ジャン＝バティスト・セイ、経済学者（+ 1832年）
- 1772年 - バルタザール・カンペンガウゼン、政治家（+ 1823年）
- 1779年 - ゼブロン・パイク、探検家（+ 1813年）
- 1818年（文化14年11月29日） - 大久保一翁、幕臣、政治家（+ 1888年）
- 1838年 - カミーユ・ジョルダン、数学者（+ 1922年）
- 1846年 - ルドルフ・クリストフ・オイケン、哲学者（+ 1926年）
- 1847年（弘化3年11月19日） - 奥保鞏、日本陸軍の参謀総長（+ 1930年）
- 1849年 - ジェスロ・ティール、地質学者（+ 1924年）
- 1855年 - キング・キャンプ・ジレット、実業家、発明家、ジレット創業者（+ 1932年）
- 1864年 - バン・ジョンソン、アメリカン・リーグ初代会長（+ 1931年）
- 1864年 - ボブ・カラザーズ、プロ野球選手（+ 1911年）
- 1866年 - ラモン・カザス、画家（+ 1932年）
- 1870年 - ビル・ダーレン、プロ野球選手（+ 1950年）
- 1874年 - ジョセフ・アーランガー、生理学者（+ 1965年）
- 1876年 - コンラート・アデナウアー、政治家、西ドイツ首相（+ 1967年）
- 1876年 - 沖野岩三郎、小説家、牧師（+ 1956年）
- 1880年 - ニコライ・メトネル、作曲家（+ 1951年）
- 1885年 - 山本実彦、ジャーナリスト（+1952年）
- 1887年 - バーナード・リーチ、陶芸家、画家（+ 1979年）
- 1888年 - ラウリ・ピカラ、ペサパッロ考案者（+ 1981年）
- 1889年 - 鈴木翠軒、書家（+ 1976年）
- 1890年 - ベニー・カウフ、プロ野球選手（+ 1961年）
- 1891年 - 浅沼誉夫、プロ野球監督（+ 1944年）
- 1894年 - 小林清栄、洋画家、政治家（+ 1987年）
- 1897年 - 小出正吾、児童文学作家（+1990年）
- 1897年 - 三木清、哲学者（+ 1945年）
- 1900年 - イヴ・タンギー、画家（+ 1955年）
- 1901年 - 鈴木三千代、実業家、元三楽（のちのメルシャン）社長（+ 1997年）
- 1901年 - 伊佐山三郎、撮影技師（+ 1967年）
- 1902年 - 清瀬三郎、弁護士、スポーツ指導者（+ 1989年）
- 1903年 - 田宮博、生理学者（+ 1984年）
- 1905年 - 片岡球子、画家（+ 2008年）
- 1907年 - 佐藤寛子、内閣総理大臣佐藤栄作の妻（+ 1987年）
- 1907年 - ボルマリ・イソ＝ホロ、陸上選手（+ 1969年）
- 1908年 - 佐藤次郎、テニス選手（+ 1934年）
- 1908年 - 長岡輝子、女優、演出家（+2010年）
- 1909年 - スティーヴン・コール・クリーネ、数学者（+ 1994年）
- 1909年 - 進藤武松、彫刻家（+ 2000年）
- 1911年 - ジャン＝ピエール・オーモン、俳優（+ 2001年）
- 1915年 - 石井輝司、実業家、大正製薬2代目社長（+1996年）
- 1916年 - 赤根谷飛雄太郎、プロ野球選手（+ 1969年）
- 1917年 - ヴィーラント・ワーグナー、演出家（+ 1966年）
- 1917年 - ジェーン・ワイマン、女優（+ 2007年）
- 1917年 - 片山栄次、プロ野球選手（+ 没年不詳）
- 1917年 - 家村相太郎、プロ野球選手（+ 2005年）
- 1918年 - 古茂田守介、洋画家（+ 1960年）
- 1918年 - 静田二三夫、俳優（+ 没年不詳）
- 1919年 - セヴェリーノ・ガッゼローニ、フルート奏者（+ 1992年）
- 1919年 - 相原守、元プロ野球選手（+ 没年不詳）
- 1920年 - アルトゥーロ・ベネデッティ・ミケランジェリ、ピアニスト（+ 1995年）
- 1921年 - 土井勝、料理研究家（+ 1995年）
- 1921年 - 松本英一、実業家、政治家（+1994年）
- 1921年 - ジャン、ルクセンブルク大公（+ 2019年）
- 1923年 - 文野朋子、女優（+ 1987年）
- 1925年 - 内田喜久、政治家
- 1925年 - 和田貞夫、政治家（+ 2016年）
- 1927年 - 村上昭夫、詩人（+ 1968年）
- 1927年 - 萩原昭、プロ野球選手（+ 1993年）
- 1928年 - ズルフィカール・アリー・ブットー、パキスタン首相（+ 1979年）
- 1928年 - ウォルター・モンデール、第42代アメリカ合衆国副大統領（+ 2021年）
- 1929年 - 岸田衿子、詩人、童話作家（+ 2011年）
- 1929年 - タビー・トーマス、ブルース歌手、ミュージシャン（+ 2014年）
- 1930年 - 石塚睦、天文学者（+2018年）
- 1931年 - ロバート・デュヴァル、俳優
- 1931年 - アルフレート・ブレンデル、ピアニスト（+ 2025年）
- 1932年 - ウンベルト・エーコ、哲学者、小説家（+ 2016年）
- 1932年 - 宜保愛子、自称霊能者（+ 2003年）
- 1932年 - 戸山為夫、調教師（+ 1993年）
- 1932年 - ライサ・ゴルバチョワ、ミハイル・ゴルバチョフの夫人（+ 1999年）
- 1933年 - 堀尾輝久、教育学者、東京大学名誉教授
- 1933年 - 米山光男、元プロ野球選手
- 1934年 - 深澤武久、裁判官、弁護士
- 1934年 - 玉置宏、司会者（+ 2010年）
- 1935年 - 人見武雄、元プロ野球選手
- 1935年 - 植村義信、元プロ野球選手（+ 2023年）
- 1935年 - 光岡早苗[10]、女優
- 1935年 - 加納時男、政治家（+ 2017年）
- 1936年 - 浜慎二、ホラー漫画家
- 1937年 - 桑田武、プロ野球選手（+ 1991年）
- 1937年 - 川原政数、元プロ野球選手
- 1938年 - フアン・カルロス1世、スペイン国王
- 1938年 - 坂崎一彦、プロ野球選手（+ 2014年）
- 1938年 - グギ・ワ・ジオンゴ、作家（+ 2025年）
- 1939年 - 福塚勝哉、元プロ野球選手
- 1939年 - 井奥貞雄、政治家
- 1940年 - 石田稔、実業家、元青森放送社長
- 1940年 - 重松省三、元プロ野球選手
- 1940年 - 丸山完二、元プロ野球選手
- 1941年 - 宮崎駿、映画監督
- 1941年 - 竹田利秋、高校野球指導者
- 1942年 - マウリツィオ・ポリーニ、ピアニスト（+ 2024年）
- 1943年 - 沢村忠、キックボクサー（+ 2021年）
- 1943年 - 安房直子、児童文学作家（+ 1993年）
- 1943年 - 長嶋亜希子、長嶋茂雄夫人（+ 2007年）
- 1944年 - 山元宗、政治家、教育者
- 1945年 - 佐藤一誠、元プロ野球選手
- 1945年 - 安田侃、彫刻家
- 1945年 - 三上元、政治家
- 1946年 - 元田昌義、元プロ野球選手
- 1946年 - 長谷川和彦、映画監督、脚本家
- 1946年 - ダイアン・キートン、女優
- 1946年 - 寬仁親王、皇族（+ 2012年）
- 1947年 - 高田美和、女優、歌手
- 1947年 - 天満祥典、政治家、元広島県三原市長
- 1947年 - 石川好、ノンフィクション作家（+ 2024年）
- 1947年 - 石橋博良、ウェザーニュース創業者及び同社元取締役会長（+ 2010年）
- 1948年 - 高橋三千綱、小説家（+ 2021年）
- 1948年 - 西松遙、実業家
- 1948年 - チャーリー・ハフ、元プロ野球選手
- 1949年 - 五百蔵洋一、弁護士
- 1949年 - 藤森文雄、実業家、元アイシン精機社長
- 1949年 - 平林二郎、元プロ野球選手
- 1949年 - エーリヒ・ブック、フィギュアスケート選手
- 1950年 - クシストフ・ヴィエリツキ、登山家
- 1950年 - 永松潔、漫画家
- 1950年 - 三浦善司、実業家、元リコー社長
- 1950年 - 辻正孝、元プロ野球選手
- 1951年 - 四代目 桂小文枝、落語家
- 1955年 - 渡辺えり、女優、劇作家、演出家
- 1955年 - 澤和樹、バイオリニスト
- 1956年 - 榎木孝明、俳優
- 1956年 - 陳建一、中華料理（四川料理）の料理人、調理師、料理研究家（+ 2023年）
- 1956年 - 鬼嶋一司、元野球選手、実業家
- 1958年 - 八神純子、シンガーソングライター
- 1959年 - 安藤光彰、騎手
- 1959年 - 片山恭一、小説家
- 1959年 - 高見恭子、タレント
- 1959年 - 森田信吾、漫画家
- 1959年 - クランシー・ブラウン、俳優、声優
- 1960年 - 飯塚まもる、シンガーソングライター
- 1960年 - 大石岳志、アナウンサー
- 1960年 - 三橋栄三郎、元バレーボール選手
- 1960年 - 藤巻幸夫、実業家、政治家（+ 2014年）
- 1961年 - 千葉暁、小説家、雑誌編集者
- 1961年 - 吉竹春樹、元プロ野球選手
- 1961年 - ヘンリー・コトー、元プロ野球選手
- 1961年 - 沖泰司、元プロ野球選手
- 1962年 - 賀萬里、美術家
- 1962年 - 植竹英次、放送作家
- 1963年 - 三遊亭萬窓、落語家
- 1963年 - 手塚一志、パフォーマンスコーディネーター
- 1963年 - 姜文、俳優、映画監督
- 1964年 - 千疋美徳、元サッカー選手、指導者
- 1965年 - 佐久間レイ[11]、声優
- 1965年 - 岡元次郎、俳優
- 1966年 - 天野由梨[12]、声優
- 1966年 - 温泉太郎、フリーライター、編集者、イラストレーター
- 1967年 - 森淳一、映画監督
- 1967年 - 松井雪子、漫画家
- 1967年 - フレドリック・ノルドストローム、音楽プロデューサー、レコーディング・エンジニア、ヘヴィメタルミュージシャン
- 1968年 - 水野俊平、言語学者
- 1968年 - 瀧川一郎、ギタリストミュージシャン
- 1968年 - 朝日昇、総合格闘
- 1968年 - 谷下和人、プロ野球選手（+ 2008年）
- 1969年 - マリリン・マンソン、ハードロック歌手
- 1969年 - 川尻哲郎、元プロ野球選手
- 1969年 - シェー・ウィガム、俳優
- 1970年 - 荒川大三朗、俳優
- 1970年 - 川村さおり、柔道家
- 1970年 - 田中敏弘、元野球選手
- 1971年 - 黒田硫黄、漫画家
- 1971年 - 髙田万由子、タレント
- 1971年 - 服部幸男、競艇選手
- 1972年 - 楠本柊生、演出家、劇作家、脚本家、俳優
- 1972年 - 照喜名朝國、三線奏者（琉球古典音楽）
- 1973年 - 櫻井淳子、女優
- 1973年 - 中澤佳子、信越放送アナウンサー
- 1973年 - 鈴木貴浩、元サッカー選手、指導者
- 1973年 - 宮澤篤司、歌手（+ 2022年）
- 1974年 - 吉江豊、プロレスラー（+ 2024年）
- 1975年 - ブラッドリー・クーパー、俳優
- 1975年 - 阪本晋治、空手家
- 1975年 - 沙羅、ストリッパー
- 1976年 - ケビン・ウィット、元プロ野球選手
- 1976年 - ディエゴ・トリスタン、サッカー選手
- 1976年 - 浅沼晋太郎[13]、声優、俳優、脚本家
- 1976年 - 瀬戸カトリーヌ、女優
- 1976年 - 藤本隆行[14]、ナレーター、声優
- 1976年 - 吉原完、キャスター
- 1977年 - 矢沢ようこ、元AV女優
- 1977年 - エリック・ヤング、元プロ野球選手
- 1978年 - 是近敦之、俳優
- 1978年 - 園山真希絵、タレント、料理研究家
- 1979年 - 安部智子、実業家
- 1979年 - 田中雅美、元水泳選手
- 1979年 - 中村明日美子、漫画家
- 1979年 - 元ちとせ[15]、歌手
- 1979年 - 藤崎ルキノ、女優、歌手
- 1980年 - 生駒夕紀子、アナウンサー
- 1980年 - 天空宇宙流、漫画家
- 1980年 - セバスティアン・ダイスラー、元サッカー選手
- 1980年 - 大石昌良、シンガーソングライター
- 1981年 - 大久保卓朗、俳優
- 1982年 - 塚田真希、柔道家
- 1982年 - 青木宣親、プロ野球選手
- 1982年 - ドゥシャン・ルジック、プロ野球選手
- 1983年 - 橘田恵、野球選手
- 1983年 - 君塚大輔、プロバスケットボール選手
- 1983年 - 鈴木義広、元プロ野球選手
- 1983年 - 梶田宙、元プロ野球選手
- 1983年 - アーロム・バルディリス、元プロ野球選手
- 1984年 - 長澤奈央、女優、タレント、歌手
- 1984年 - みく、ミュージシャン（アンティック-珈琲店-）
- 1984年 - ライアン・オメラ、フィギュアスケート選手
- 1985年 - 小出由華、元子役、タレント、女優、モデル
- 1986年 - 小池徹平[16]、タレント、歌手
- 1986年 - 鈴木貴子、政治家
- 1986年 - 沖樹莉亜、ファッションモデル
- 1986年 - 津村明秀、騎手
- 1986年 - J.P.アレンシビア、元プロ野球選手
- 1986年 - ディーピカー・パードゥコーン、女優、ファッションモデル
- 1989年 - 府金重哉、俳優
- 1989年 - 橋本巧、サッカー選手
- 1989年 - 大畠美咲、元プロレスラー
- 1989年 - エドゥアルド・エスコバー、プロ野球選手
- 1990年 - 高原愛、ファッションモデル
- 1990年 - ホセ・イグレシアス、プロ野球選手
- 1990年 - C.J.クロン、プロ野球選手
- 1991年 - 国山ハセン、元アナウンサー
- 1991年 - 森遥香、フリーアナウンサー
- 1991年 - 土屋ひかる、ファッションモデル
- 1991年 - 岡田良菜、元スノーボード選手
- 1991年 - 馬越幸子、女優、モデル、俳優
- 1991年 - イヴァン・ヴォロブエフ、アイスダンス選手
- 1992年 - 寺田光輝、元プロ野球選手
- 1993年 - 中谷将大、元プロ野球選手
- 1993年 - 中村太一、サッカー選手
- 1993年 - 岡本りん、タレント
- 1994年 - 岡田怜志、俳優、タレント
- 1995年 - 齋藤友貴哉、プロ野球選手
- 1996年 - エマ・ボルジャー、女優
- 1996年 - 松田昇大、俳優
- 1996年 - 長谷川あかり[17]、元子役、元女優
- 1996年 - 谷真理佳、アイドル（元SKE48）
- 1996年 - るいか、元モデル、元グラビアアイドル
- 1997年 - 尾中琴美、女優
- 1997年 - 舟橋諒将、ラグビー選手
- 1998年 - 飯豊まりえ、女優、モデル
- 1998年 - カルレス・アレニャ、サッカー選手
- 1998年 - 佐藤ちひろ、アナウンサー
- 1998年 - 中川大輔、俳優、モデル
- 1998年 - チェン・タンジー、バドミントン選手
- 1999年 - 龍田美咲、元プロ野球選手
- 2000年 - 吉本ここね、ゴルファー
- 2000年 - 増子敦貴、俳優
- 2000年 - 青木陽菜、声優（MyGO!!!!!）
- 2001年 - 春名真依、タレント、アイドル（元たこやきレインボー）
- 2001年 - 五十嵐夢羽、アイドル（RYUTist）
- 2001年 - 小泉遥香、アイドル、女優
- 2005年 - 本島純政、俳優
- 2006年 - ハンジン、アイドル（TWS）
- 2007年 - 宮野芹、声優
- 2009年 - 込江大牙、子役
- 2011年 - 稲垣来泉、子役、モデル、女優
- 生年不詳 - 藤沢カミヤ、漫画家
- 生年不詳 - 若槻咲美、漫画家、イラストレーター、デザイナー
- 生年不詳 - 叶一華、声優
- 生年不詳 - 浅見香月、声優
- 生年不詳 - 奥井ゆうこ[18]、声優
- 生年不詳 - ないこ、歌い手、会社経営者（いれいす）

## 忌日

### 人物
- 1066年 - エドワード懺悔王、イングランド王（* 1004年頃）
- 1465年 - シャルル・ド・ヴァロワ、フランスの貴族、王族（* 1394年）
- 1477年 - シャルル、ブルゴーニュ公（* 1433年）
- 1517年 - フランチェスコ・フランチャ、画家（* 1450年頃）
- 1524年 - マルコ・マルリッチ（英語版）、詩人（* 1450年）
- 1589年 - カトリーヌ・ド・メディシス、フランス国王アンリ2世王妃（* 1519年）
- 1634年（寛永10年12月6日） - 徳川忠長、駿府藩主（* 1606年）
- 1727年 - ジョバンニ・アントニオ・ブルリー二（英語版）、画家（* 1656年）
- 1731年（享保15年11月27日） - 徳川継友、第6代尾張藩主（* 1692年）
- 1740年 - アントニオ・ロッティ、作曲家、オルガニスト（* 1667年）
- 1762年 - エリザヴェータ、ロマノフ朝第6代ロシア皇帝（* 1709年）
- 1818年 - マルチェロ・バッチャレッリ（英語版）、画家（* 1731年）
- 1821年 - カルロ・ポルタ（英語版）、詩人、作家（* 1775年）
- 1828年（文政10年11月19日） - 小林一茶、俳人（* 1763年）
- 1838年 - マリア・コズウェイ、画家、教育者（* 1760年）
- 1855年 - ポラック・ミハーリ、建築家（* 1773年）
- 1858年 - ヨーゼフ・ラデツキー、オーストリア軍人、ロンバルド＝ヴェネト王国総督（* 1766年）
- 1883年 - オーギュスト・クレサンジェ、彫刻家（* 1814年）
- 1888年 - アンリ・エルツ、ピアニスト、作曲家（* 1803年）
- 1896年 - アントン・フィリップ・レクラム（ドイツ語版）、出版人、レクラム出版社創業者（* 1807年）
- 1905年 - ルドルフ・コラー（英語版）、画家（* 1828年）
- 1910年 - レオン・ワルラス、経済学者（* 1834年）
- 1913年 - ルイス・スウィフト、天文学者（* 1820年）
- 1915年 - 永倉新八、新撰組隊士（* 1839年）
- 1918年 - 和田雄治、気象学者、海洋学者（* 1859年）
- 1919年 - 松井須磨子、女優（* 1886年）
- 1922年 - アーネスト・シャクルトン、探検家（* 1874年）
- 1930年 - ルートヴィヒ・クライゼン、化学者（* 1851年）
- 1933年 - 根本正、水戸藩士、政治家（* 1851年）
- 1933年 - カルビン・クーリッジ、政治家、第30代アメリカ合衆国大統領（* 1872年）
- 1936年 - 加藤文太郎、登山家（* 1905年）
- 1939年 - ジョージ・バーシャー、化学者、王立協会フェロー（* 1878年）
- 1941年 - エミー・ジョンソン、パイロット（* 1903年）
- 1943年 - ジョージ・ワシントン・カーヴァー、植物学者（* 1864年）
- 1947年 - 永野修身、海軍大臣、連合艦隊司令長官、軍令部長（* 1880年）
- 1948年 - メアリー・ディミック・ハリソン（英語版）、第23代米国大統領ベンジャミン・ハリソンの2番目の妻（* 1858年）
- 1952年 - 西川正治、結晶学者（* 1884年）
- 1954年 - ラビット・モランビル、プロ野球選手（* 1891年）
- 1958年 - 湯浅禎夫、プロ野球監督（* 1902年）
- 1961年 - 石川武美、実業家、編集者、主婦の友社創業者（* 1887年）
- 1962年 - ペル・トーレン、フィギュアスケート選手（* 1885年）
- 1963年 - ロジャース・ホーンスビー、プロ野球選手（* 1896年）
- 1965年 - 芳沢謙吉、外交官（* 1874年）
- 1969年 - 長坂貞一、政治家、元愛知県豊田市長（* 1891年）
- 1969年 - 寺嶋宗一郎、社会運動家、政治家、初代大阪府枚方市長（* 1892年）
- 1970年 - マックス・ボルン、物理学者（* 1882年）
- 1970年 - ロベルト・ジェラール、作曲家（* 1896年）
- 1971年 - ダグラス・シアラー、音響デザイナー、音響監督（* 1899年）
- 1974年 - レフ・オボーリン、ピアニスト（* 1907年）
- 1976年 - 伊原宇三郎、洋画家（* 1894年）
- 1978年 - 濱田庄司、陶芸家（* 1894年）
- 1979年 - チャールズ・ミンガス、ベーシスト（* 1922年）
- 1981年 - ハロルド・ユーリー、化学者、ノーベル化学賞受賞者（* 1893年）
- 1981年 - ジェームズ・マーティン、技術者、企業家（* 1893年）
- 1983年 - 佐和隆研、真言宗僧侶、仏教学者、美術史家、嵯峨美術短期大学元学長、京都市立芸術大学名誉教授（* 1911年）
- 1985年 - 井伊誠一、弁護士、政治家（* 1892年）
- 1985年 - 12代中里太郎右衛門、陶芸家、唐津焼の人間国宝（* 1895年）
- 1985年 - 久世竜、殺陣師、俳優（* 1908年）
- 1985年 - 小座間泰蔵、政治家、元山形県天童市長（* 1920年）
- 1986年 - イルマリ・サルミネン、陸上競技選手、1936年ベルリンオリンピック金メダリスト（* 1902年）
- 1986年 - 土方重巳、画家（* 1915年）
- 1988年 - ピート・マラビッチ、バスケットボール選手（* 1947年）
- 1990年 - 斉藤恒夫、作曲家、編曲家、大衆音楽の殿堂顕彰者（* 1930年）
- 1992年 - 秋山さと子、心理学者（* 1923年）
- 1993年 - 北川省一、詩人、良寛研究家（* 1911年）
- 1994年 - 古川丈吉、政治家（* 1904年）
- 1994年 - 大西民子、歌人（* 1924年）
- 1995年 - 和達清夫、地球物理学者、歌人（* 1902年）
- 1995年 - 福地泡介、漫画家（* 1937年）
- 1996年 - 長井勝一、編集者、実業家、青林堂創業者、漫画雑誌 『月刊漫画ガロ』の初代編集長（* 1921年）
- 1996年 - 川村晃、小説家（* 1927年）
- 1996年 - ダニー・ホワイト、R&B歌手（* 1931年）
- 1997年 - ヴェロ・コプナー・ウィン＝エドワーズ、動物行動学者（* 1906年）
- 1997年 - 宮田雅之、切り絵画家（* 1926年）
- 1998年 - ゲオルギー・スヴィリードフ、作曲家（* 1915年）
- 1999年 - ポール・ゾル（英語版）、循環器医師（* 1911年）
- 1999年 - 武藤英司、俳優（* 1917年）
- 2000年 - 小島剛夕、漫画家（* 1928年）
- 2001年 - 中村苑子、俳人（* 1913年）
- 2001年 - 長谷川安人、映画監督（* 1922年）
- 2002年 - 広岡知男、野球選手、日本学生野球協会会長、日本アマチュア野球連盟会長（* 1907年）
- 2004年 - 中村喜春、随筆家・元新橋花街芸者（* 1913年）
- 2004年 - 和田弘、スチールギター奏者（マヒナスターズ）（* 1931年）
- 2005年 - アントニオ・ペレス・オレア（スペイン語版）、作曲家（* 1923年）
- 2006年 - 三浦敬三、プロスキーヤー（* 1904年）
- 2007年 - 安藤百福、日清食品創業者（* 1910年）
- 2007年 - 嘉門安雄、西洋美術評論家、ブリヂストン美術館館長、東京都現代美術館名誉館長（* 1913年）
- 2007年 - 松川博爾、プロ野球選手（* 1926年）
- 2008年 - 宮崎奕保、曹洞宗大本山永平寺78世貫首（* 1901年）
- 2009年 - 川口秀子、日本舞踊家（* 1922年）
- 2009年 - 日比野和幸、ジャーナリスト、エッセイスト（* 1925年）
- 2010年 - ゲオルゲ・シリミス、政治家（* 1921年)
- 2010年 - ケネス・ノーランド、画家（* 1924年)
- 2010年 - トニ・テクチェアヌ、コメディ俳優（* 1972年)
- 2011年 - 山下敬二郎、ロカビリー歌手（* 1939年）
- 2012年 - 林光、作曲家（* 1931年）
- 2013年 - ピエール・コガン、元自転車競技選手（* 1914年）
- 2013年 - 熱田一[19]、成田空港反対運動家、三里塚芝山連合空港反対同盟熱田派の元代表（* 1919年または1920年）
- 2013年 - 佐藤亜有子、小説家（* 1969年）
- 2014年 - 志村和雄、政治家、元北海道小樽市長（* 1920年）
- 2014年 - 岡村初博、政治家、元三重県津市長（* 1923年）
- 2014年 - ジェリー・コールマン、野球選手、監督（* 1924年）
- 2014年 - 森本哲郎、ジャーナリスト、評論家、元東京新聞・朝日新聞記者（* 1925年）
- 2014年 - ブライアン・ハート、エンジン技術者、元レーシングドライバー（* 1936年）
- 2014年 - エウゼビオ、サッカー選手（* 1942年）
- 2015年 - 吉行あぐり、美容師（* 1907年）
- 2015年 - 唯是震一、邦楽作曲家、筝曲家（* 1923年）
- 2015年 - 三浦勇一、実業家、元トクヤマ社長（* 1937年）
- 2015年 - ジャン＝ピエール・ベルトワーズ、レーシングドライバー（* 1937年）
- 2015年 - 斎藤正寧、元秋田魁新報社記者、政治家、秋田県井川町長（* 1942年）
- 2015年 - 山田成雲、ボランティア活動家（* 1951年）
- 2016年 - ピエール・ブーレーズ、作曲家、指揮者（* 1925年）
- 2016年 - 三島佑一、日本近代文学研究者、作家、四天王寺大学名誉教授（* 1928年）
- 2016年 - 小川信夫、日本映画の編集技師（* 1930年）
- 2018年 - 津田延代、声優、女優（* 1921年）
- 2018年 - 諸井勝之助、会計学者、東京大学・青山学院大学名誉教授（* 1924年）
- 2018年 - ジョン・ヤング、宇宙飛行士、海軍大佐（* 1930年）
- 2018年 - 藤岡幹大、ギタリスト（* 1981年）
- 2019年 - アラン・ロバート・パールマン（英語版）、エンジニア、ARP Instruments, Inc.創設者（* 1925年）
- 2019年 - 秋元満、銀行家、京都銀行元頭取（* 1927年）
- 2019年 - 兼高かおる、旅行ジャーナリスト（* 1928年）
- 2019年 - ドラゴスラヴ・シェクララツ、サッカー選手、指導者（* 1937年）
- 2019年 - 大山高男、俳優、声優（* 1944年）
- 2019年 - アレックス・スミルノフ、プロレスラー（* 1947年）
- 2019年 - 杉原正顯、数値解析研究者、名古屋大学・東京大学名誉教授（* 1954年）
- 2020年 - 荒川和夫、実業家、元サッポロビール社長（* 1927年）
- 2020年 - ハンス・チルコフスキ、元サッカー選手、指導者（* 1935年）
- 2020年 - 佐々幸範、ブラジリアン柔術家（* 1981年）
- 2021年 - コリン・ベル、サッカー選手（* 1946年）
- 2021年 - ジョージ・ブレー、心理学者（* 1952年）
- 2022年 - ローレンス・ブルックス、軍人、スーパーセンテナリアン（* 1909年）
- 2022年 - 福留義秀、近代五種選手（* 1933年）
- 2023年 - マイケル・スノウ（英語版）、映画監督、芸術家、ミュージシャン（* 1928年）
- 2023年 - ハーバート・ギンタス、経済学者（* 1940年）
- 2023年 - アール・ボーエン、俳優（* 1941年）
- 2024年 - マリオ・ザガロ、元プロサッカー選手、指導者（* 1931年）
- 2025年 - 李恢成、小説家（* 1935年）

### 人物以外（動物など）
- 2006年 - アローキャリー、競走馬（* 1999年）
- 2022年 - ワグネリアン、競走馬（* 2015年）

## 記念日・年中行事
- 小寒（ 日本、2006年・2009年・2010年・2022年）
二十四節気の1つ。太陽の黄経が285度の時で、寒さが最も厳しくなる前の時期。
- 新年宴会（ 日本、1874年 - 1948年）
天皇が皇族・親任官・外国使臣など招待して新年を祝う宴会を行った。
- シンデレラの日
1956年（昭和31年）のこの日、アメリカ合衆国の女優グレース・ケリーとモナコ公国のレーニエ3世が婚約を発表した。
- 囲碁の日（ 日本）
日本棋院が提唱。「い(1)ご(5)」の語呂合せ。
- 紬の日（ 日本）
名瀬市（現 奄美市）で1978年から実施。名瀬市ではこの日に成人式を行うことから、市民皆が特産の奄美大島紬の着物を着てその良さを再認識しようと制定された。
- ホームセキュリティの日（ 日本）
警備保障会社として1962年（昭和37年）に日本で初めて創業したセコム株式会社が1981年（昭和56年）1月5日に発売した「ホームセキュリティシステム」は、2014年（平成26年）6月に契約数が100万軒を突破。家庭の「安全・安心」を見直してもらうことを目的に制定[20][21]。
- 遺言の日（ 日本）
相続のトラブルを少なくできる遺言書の作成の普及を目的に、公益財団法人日本財団が制定。日付は1と5で「遺言（いごん）」と読む語呂合わせと、正月で家族が集まり遺言について話し合える機会があることから[22][21]。
- 魚河岸初競り（ 日本）
「魚河岸」は、魚介類を卸売りする魚市場のある河岸をいう。特に東京では、江戸時代の慶長年間に成立し、1923年（大正12年）の関東大震災で焼失するまで日本橋付近にあった魚市場を魚河岸といった。焼失後に移転し、2018年（平成30年）まで築地あった中央卸売市場（築地市場）の通称としても用いられた。「初競り」は、その年初めて行われる競りを意味し、「魚河岸初競り」では、その年の商売繁盛を願い、様々な魚介類が通常より高い価格で取引される。
- 初水天宮（ 日本）
初水天宮とは、1月5日に全国総本宮である福岡県久留米市の水天宮または分霊を祭った東京都中央区日本橋蛎殻町の水天宮のいずれかに参詣すること[23]。社伝によると、安徳天皇の母である高倉平中宮（建礼門院・平徳子）に使えていた女官按察使局伊勢（あぜちのつぼねいせ）が、壇ノ浦の戦いの後、千歳川（現筑後川）の辺り鷺野ヶ原に遁れ、1190年（建久元年）に初めて水天宮を祀った。古来より水の神として、農業・漁業・船舶業者のみならず、子供の守護神、安産、子授の神としても人々の信仰が篤い[24]。